# Opocapsis declarata
Opocapsis declarata là một loài ruồi trong họ Asilidae. Opocapsis declarata được Walker miêu tả năm 1858. Loài này phân bố ở miền Australasia.